# Малков, Владимир Владимирович
Владимир Владимирович Малков (1880—1946, Москва) — советский государственный и хозяйственный деятель.

## Биография
После окончания Шуйского реального училища поступил в Санкт-Петербургский политехнический институт, окончить который помешала Первая мировая война.
Участник революции 1917 года в России.
В 1918 г. добровольцем вступил в Красную армию. Принимал участие в боевых действиях Гражданской войны.
После окончания войны вернулся в Иваново-Вознесенск, где трудился в губернском земельном отделе.
В 1923 г. В. Малков был избран председателем Шуйского уездного исполнительного комитета Иваново-Вознесенской губернии.
С 1924 по 1927 — заведующий Иваново-Вознесенским губернским земельным управлением, а затем председатель Исполнительного комитета Иваново-Вознесенского городского Совета.
В 1927 г. В. В. Малкова выдвигают на должность ректора Иваново-Вознесенского политехнического института. За время его работы на этом посту значительно укрепилась материально-техническая база учебного заведения, было осуществлено строительство учебно-лабораторных зданий. В должности ректора ИВПИ В. В. Малков трудился до мая 1930 г., когда на базе политехнического института были созданы Ивановский химико-технологический институт (ИХТИ), Ивановский текстильный институт им. М. В. Фрунзе (ИвТИ), Ивановский энергетический институт и Ивановский сельскохозяйственный институт (ИСХИ).
17 мая того же года Малков возглавил Иваново-Вознесенского текстильный институт.
С сентября 1931 по май 1932 Владимир Владимирович Малков председатель городского исполнительного комитета Иваново-Вознесенской промышленной области.
17 февраля 1935 он был назначен полномочным представителем СССР в Туве (Тувинская Народная Республика).
Исполнял указанные обязанности до 27 ноября 1937 г.
После возвращения в Москву в 1937 г. стал директором Государственного музея изобразительных искусств имени А. С. Пушкина.
Умер в Москве в 1946 г.
Награждён орденом Тувинской Народной Республики.